# Johann Jakob Jägle
Johann Jakob Jägle (geboren am 16. März 1763 in Straßburg; gestorben am 21. Oktober 1837 ebenda) war ein deutscher Lyriker, Erzähler, Übersetzer und Verfasser geistlicher Schriften.

## Leben
Jägle war der Sohn des Postillons Jakob Jägle und der Anna Katharina, geb. Heiligenstein.
Er immatrikulierte sich am 29. September 1780 an der Universität Straßburg, wurde dort am 12. September 1782 Kandidat der Philosophie, 1785/1786 zum Magister promoviert und legte am 1. Juli 1786 das theologische Examen ab.
Er stand der Französischen Revolution nicht ablehnend gegenüber, hielt sich aber von 1789 bis 1803 als Hauslehrer wohlhabender Familien außerhalb Frankreichs auf. Er lebte in dieser Zeit in verschiedenen Orten der Schweiz, Bayerns, Tirols und Italiens, insbesondere begleitete er die Familie des Engländers Richard Wynne auf ihrer Reise durch Italien, deren Stationen Venedig, Padua, Florenz, Elba und vor allem Neapel waren.
Über diese Reise verfasste die Tochter Elizabeth Wynne Fremantle (1778–1857) ein umfangreiches Tagebuch.
Von Neapel aus sandte Jägle einige Gedichte an Friedrich Schiller, der Das Meer in seinen Musenalmanach für das Jahr 1798 aufnahm. Jägle beginnt darin relativ konventionell:
Ergötzend ist und schön das Meer,

Wann seine Silberwellen,

Ums Schiff in gleichem Takte her

Sich mit Gemurmel schwellen.
Er schließt das Gedicht dann aber – offenbar aufgrund entsprechender Erfahrungen mit mediterranen Seestürmen – mit einer deutlichen, etwas an Heine erinnernden, nicht unkomischen Absage:
Ihr welche Lust, Beruf und Stand,

Auf Schiff und Meere zwingen,

Ihr mögt den Pumper in der Hand

Des Meeres Reiz besingen!

Trotz euerm Lobe finde ich

Am Meere kein Behagen;

Und nicht um Gold solls wieder mich

Auf seinem Rücken tragen.
Nach seiner Rückkehr ins Elsass hatte Jägle Pfarrstellen in Uhrweiler (1805–1809), Scharrachbergheim (1809–1814), Goxweiler und Burgheim (1814–1818) und Barr (1818–1826) inne. Von 1826 bis zu seinem Tod war er Pfarrer an der Wilhelmskirche in Straßburg.
Er war verheiratet mit Margareta Salome Strohl (1783–1828). Seine Tochter Louise Wilhelmine, genannt Minna, war mit dem Dichter Georg Büchner verlobt, der von Oktober 1831 bis Juli 1833 in der Wohnung der Familie in der Rue St. Guillaume Nr. 66 lebte.
Jägle verstarb 1837 im Alter von 74 Jahren in Straßburg.
Jägle verfasste im Rahmen seiner seelsorgerischen Arbeit zahlreiche Trauerreden sowie Gedichte zu Hochzeiten und Sterbefällen, darunter 1828 auf seine verstorbene Frau und den fünfjährigen Sohn (abgedruckt 1830 in Der Cypressen-Hain). In politischen Gelegenheitsgedichten wie Marie-Louise, Kaiserin der Franzosen, an ihren Vater als er gegen Napoleon zog (1813), Napoleons Zug aus Elba nach Paris (1815), und Gottes Gericht oder der Thronensturz (1830) als politisch fortschrittlicher, für Napoleon und später für Louis-Philippe Partei ergreifender, durchaus ausdrucksstarker Dichter.
Von seinen früheren Gedichten gelten vor allem die in Italien entstandenen als beachtlich. Darüber hinaus verfasste Jägle auch einige erzählende Texte und übersetzte englische Lyrik.
Der Plan, 1817 eine Zeitschrift Alsatische Blätter herauszugeben, kam nicht zur Ausführung. Dafür lieferte Jägle einige Beiträge zu Ehrenfried Stöbers kurzlebiger Zeitschrift Alsa.
In einer Zeit machtvoll einsetzender Französisierung im Elsass gehörte Jägle zur relativ kleinen Gruppe derer, die am Deutschen als Literatursprache festhielten.

## Werke
- De L. Apuleio Aegyptiis mysteriis ter initiato, disp. Straßburg 1786, Digitalisat.
- Gedichte nach englischen Originalien. Regensburg 1799, Digitalisat.
- Gedichte. Silbermann, Straßburg 1805. (Digitalisat)
- Vorbereitungspredigt auf die Einführung eines neuen Gesangbuches, gehalten zu Uhrweiler. Straßburg 1808.
- Ode an Ihro Majestät die Kaiserin Koenigin Marie Luise von Oesterreich. Straßburg [1810].
- Marie-Louise, Kaiserin der Franzosen, an ihren Vater als er gegen Napoleon zog. Straßburg 1813.
- Napoleons Zug aus Elba nach Paris. Straßburg 1815.
- Auf den Tod des H. D. Joh. Lorenz Blessig. Gedicht. Straßburg [1816].
- Bei dem Grabe des ehrwürdigen Herrn Joh. Dan. Siegfried, Präsidenten des Barrer Konsistoriums und Pfarrer von Heiligenstein. Straßburg [1817].
- Ankündigung [der Herausgabe einer neuen Zeitschrift „Alsatische Blätter zur Belehrung und Unterhaltung“]. 1817.
- Kurzer Abriß der Religions- und Reformationsgeschichte. Im 3. Reformations-Jubeljahr. Straßburg [1817].
- Mirza, eine morgenländische Geschichte aus dem Englischen. Straßburg 1818.
- Moralische Blätter, nach dem Englischen. Straßburg 1818.
- Rede an der Gruft des Herrn Joh. Georg Rösch, Handelsmanns in Barr. Straßburg 1818.
- Das Wunderkind oder der kleine Sebastian von Ottrott. Straßburg [1819].
- Herbstblumen. Prosa und Verse. Straßburg 1822.
- Predigt auf das Erndte- und Herbstfest gehalten den 24. Wintermonat 1822. Straßburg [1822].
- Predigt, gehalten den 23. Wintermonat 1823. Straßburg [1823].
- Reden bei der Beerdigung der verehrungswürdigen Sophia Elisabeth Juliana Franziska Freifrau von Landsperg, geb. von Bock. Gesprochen zu Goxweiler, den 23. April 1823. [1823], OCLC 494148178.
- Trauerrede gesprochen […] bei der Beerdigung des Herrn Andreas Brenner […] Pfarrer von Mittelbergheim. [1823].
- Erndte- und Herbstpredigt auf das Jahr 1824. Straßburg [1824].
- Trauerrede auf das Absterben der Jungfrau Katherine Böckel, gesprochen […] den 18. Februar 1825. Straßburg [1825].
- Der 5. August 1826 in Barr […] nebst einer darauf sich beziehenden Predigt. Straßburg [1826].
- Elegie auf das unerwartete Hinscheiden der guten Tochter, Gattin und Mutter Sophia Steinheil, geb. Beck. [Straßburg 1828].
- Auf den Übergang in die höhere Welt desverdienstvollen Herrn J. J. Beck, kirchlichen Inspektors und Pfarrers an der Neuen Kirche. Denkmal seiner Freunde. [Straßburg 1829].
- Unserm Koenige. Gabe der Huldigung dargebracht Ihrer Majestät Ludwig Philipp I., König der Franken. Straßburg [1830].
- Gottes Gericht oder der Thronensturz. [Straßburg 1830].
- Der Cypressen-Hain. Klage und Trost bei dem Scheiden unserer Lieben. Gedichte. Schmidt & Grucker, Straßburg 1830. (Digitalisat)
- Huldigungsgedicht in: Huldigung der Ehrfurcht und Liebe, dargebracht Herrn Dr. Isaak Haffner, bei der Feier seines fünfzigjährigen Predigeramtes, von den evangelischen Pfarrern in Straszburg. Straßburg 1830.
- Wie und Warum arbeitet der Christ an dem Gluecke seines Landes? Predigt bei Anlass des Dankfestes fuer die Thronbesteigung Sr. Maj. Ludwigs Philipps des Ersten Kœnigs der Franzosen, gehalten am 11ten Sonntage nach Trin., den 22sten Aug. 1830. Straßburg [1830].
- Abschied und Willkomm an die Jahre 1831 und 1832. Gedichte. Dannbach, Straßburg [1831].
- Auf die Ankunft Seiner Majestaet [Louis-]Philipp des Ersten, Kœnigs der Franzosen, in Strasburg, den 18. Juni 1831. Gedicht. Silbermann, Straßburg 1831, OCLC 494073725.
- Die Lotterie, eine moralische Erzählung. Heitz, Straßburg o. J., OCLC 457442389.